# John McCauley (ishockeydomare)
John McCauley, född 1945, död 3 juni 1989, var en kanadensisk ishockeydomare som var verksam i den nordamerikanska ishockeyligan National Hockey League (NHL) mellan 1970 och 1981. Under sin domarkarriär i NHL dömde han 442 grundspelsmatcher och tolv slutspelsmatcher (Stanley Cup).
Den 11 februari 1979 hade McCauley varit domaren i Challenge Cup-matchen mellan NHL och Sovjet i Madison Square Garden i New York, New York i USA. Sovjet vann matchen enkelt med 6–0. Senare på dagen var McCauley och domarkollegan Matt Pavelich på en restaurang, där blev McCauley överfallen av en person som hade varit på matchen. Överfallet resulterade i en svår ögonskada för McCauley, som tvingade honom att lägga av 1981 efter flera operationer och försök till comeback. McCauley blev omedelbart utsedd till assisterande domarbas för NHL. Han var på positionen fram tills 1986 när han blev befordrad när Scotty Morrison bytte tjänst. McCauley var dock bara domarbas i tre år innan han avled under en operation på ett sjukhus i Georgetown i Ontario, hans sysslor övertogs då av Bryan Lewis.
Han var far till Wes McCauley, som själv är domare i NHL.